# Yánnis Lámbrou
Ioánnis « Yánnis » Lámbrou (grec moderne : Ιωάννης «Γιάννης» Λάμπρου), né le 23 mars 1921, à Carystos, en Grèce et décédé en 1998, est un ancien joueur de basket-ball et sauteur en hauteur grec.

## Palmarès
- 3e du championnat d'Europe 1949